# Oblężenie Baru (1768)
Oblężenie Baru (inaczej obrona Baru) – obrona Baru w czasie Konfederacji Barskiej.
Po opuszczeniu Baru przez Józefa Pułaskiego powierzył on dowództwo obrony Baru członkowi Rady Generalnej Konfederacji – regimentarzowi wojsk koronnych Adamowi Mrozowickiemu. Kiedy Franciszek Ksawery Branicki 16 czerwca 1768 podszedł pod Bar, oddziały Adama Mrozowickiego „były w niegotowości, bowiem większa część koni była na paszy”. Znając od dziecka bardzo dobrze Franciszka Ksawerego, który był synem jego przyjaciela i sąsiada z Pokucia, Piotra Franciszka Branickiego, kasztelana bracławskiego, zażądał on, aby ten w tym dniu wstrzymał się z atakiem. Branicki złożył takie przyrzeczenie i go dotrzymał, za co go później Stanisław August w swoim liście pochwalił „...co w innym razie przeciwko cudzemu byłoby uchybieniem, tu jest zasługą”. Nazajutrz o świcie 17 czerwca 1768 r. wojska królewskie i rosyjskie, pod dowództwem Branickiego i generała Kreczetnikowa, zaatakowały Bar. Walki trwały do popołudnia, ale Adam Mrozowicki przy wydatnej pomocy kasztelenica Kajetana Giżyckiego, który nadbiegł w sukurs konfederatom, skutecznie obronił Bar, a Branicki „został spędzony z pozycji i długo goniony”. Według innej relacji wielka radość była w Barze, „że dumny Branicki haniebnie uciekał z rozpierzchniętym pułkiem królewskim, ledwo nie został złapanym, uciekł przecież, tylko się jego czapka w zdobyczy została”. Tadeusz Korzon tak o tym zdarzeniu pisze: „Król Stanisław August, ulegając żądaniu Repnina, wysłał swoją gwardyę konną na konfederatów pod dowództwem przyjaciela swego Ksawerego Branickiego, który wyruszył z Warszawy 29 maja 1768 (…) 16 czerwca 1768 przyszedł pod Bar w 1300 koni z 2 armatami; został wszakże odparty przez Mrozowickiego starostę stęgwilskiego, musiał zmykać i stracił czapkę.” Zasługi Mrozowickiego w obronie Baru zostały docenione zarówno przez Józefa Pułaskiego w jego uniwersale z 26 czerwca 1768 r., w którym pisał „…o heroicznej i szczęśliwej bitwie pod komendą regimentarską W. Imć Starosty Stęgwilskiego” oraz przez marszałków Konfederacji: Michała Hieronima Krasińskiego, Józefa Pułaskiego, Joachima i Mariana Potockich, którzy w liście do województw z 4 lipca 1768 pisali również o „…zasługach J.M Pana Mrozowickiego, starosty stęgwilskiego, (…) w szczęśliwych utarczkach [podczas obrony Baru]”. Po odparciu ataku Branickiego Mrozowicki został na polecenie Józefa Pułaskiego odwołany z podległymi wojskami do Raszkowa nad Dniestrem.
Dwa dni później 19 czerwca 1768 została stoczona kolejna bitwa przez konfederatów barskich pod wodzą Kajetana Giżyckiego, Wojciecha Barczewskiego i księdza Marka Jandołowicza bitwa obronna w fortecy Bar, zakończona jej szturmem i zdobyciem przez wojska rosyjskie generała–majora Apraksina, wspierane przez wierne Stanisławowi Augustowi Poniatowskiemu wojska koronne pod wodzą regimentarza Franciszka Ksawerego Branickiego.
Jakkolwiek wojska polskie nie wzięły bezpośredniego udziału w szturmie, to Branicki sam poprowadził żołnierzy rosyjskich na Bar, wydając im komendę naprzód (ros. приступай).
Rosjanie wzięli do niewoli 1162 jeńców i zdobyli 45 armat, 440 strzelb i 320 szabel, tracąc 250 ludzi. Straty konfederatów wyniosły 150 ludzi, jednak już po bitwie Rosjanie wymordowali 250 polskich jeńców.